# 饶开勋
饶开勋（1964年4月—）回族，四川越西人，中国人民解放军中将。

## 生平
中国人民解放军国防大学军事指挥专业毕业。1980年入伍，历任学员、排长、指导员、参谋、股长、师教导队队长、团参谋长、科长、处长、团长，成都军区第一四九师参谋长、一四九师师长。2010年任陆军第十三集团军参谋长，2012年任陆军第十四集团军军长，2013年任中国人民解放军总参谋部作战部部长、国家人防办主任。2016年3月前出任中国人民解放军战略支援部队副司令员。2017年8月兼任战略支援部队参谋长。
2010年晋升为中国人民解放军少将。2017年晋升为中国人民解放军中将。
2013年，当选第十二届全国人民代表大会解放军代表。2018年2月24日，当选为第十三届全国人大代表。2019年，因严重违纪被责令辞去第十三届全国人民代表大会代表职务，降为副军级。他是战略支援部队成立以来首个因违纪接受调查和处分的军级以上将领。2019年7月31日，战略支援部队选举委员会召开会议，决定接受其辞职。